# NGC 2754
NGC 2754 (również PGC 25504) – galaktyka soczewkowata (S0), znajdująca się w gwiazdozbiorze Hydry. Odkrył ją w roku 1886 Frank Muller.